# Youngstown (Ohio)
Youngstown es una ciudad ubicada en los condados de Mahoning y Trumbull en el estado estadounidense de Ohio. En el Censo de 2020 tenía una población de 60,068 habitantes y una densidad poblacional de 671,00 personas por km².

## Geografía
Youngstown se encuentra ubicada en las coordenadas 41°5′57″N 80°38′45″O / 41.09917, -80.64583. Según la Oficina del Censo de los Estados Unidos, Youngstown tiene una superficie total de 89.59 km², de la cual 87.94 km² corresponden a tierra firme y (1.84%) 1.64 km² es agua.

## Demografía
Según el censo de 2010, había 66.982 personas residiendo en Youngstown. La densidad de población era de 747,67 hab./km². De los 66.982 habitantes, Youngstown estaba compuesto por el 47.04% blancos, el 45.17% eran afroamericanos, el 0.35% eran amerindios, el 0.44% eran asiáticos, el 0.03% eran isleños del Pacífico, el 3.27% eran de otras razas y el 3.69% pertenecían a dos o más razas. Del total de la población el 9.27% eran hispanos o latinos de cualquier raza.